# Rimsko stensko slikarstvo
Rimsko stensko slikarstvo predstavlja edinstvene umetnine, ki so bile najdene v zasebnih domovih v različnih rimskih mestih, skupaj s podeželjem v Italiji . Poslikave so bile uporabljene za osvetlitev prostora, saj je bila večina hiš naravno temna. Najdeni so štirje glavni slogi rimskega stenskega slikarstva: inkrustacija, arhitekturna, okrasna in zapletena poslikava.  Vsak slog je edinstven, vendar vsak slog, ki je sledil predhodnemu, vsebuje vidike vseh prejšnjih slogov. Vse originalne poslikave so nastale pred izbruhom Vezuva. Prva dva sloga (inkrustacija in arhitekturni) sta bila del republikanskega obdobja (povezano z helenističnim grškim stenskim slikarstvom), zadnja dva sloga (okrasni in zapleten) pa sta bila del cesarskega obdobja.

## Zgodovina
V 1. stoletju pred našim štetjem so bile rimske stene okrašene z različnimi poslikavami. Te slike so segale od realističnih do impresionističnih umetniških del. Navdih so umetniki našli v mitologiji, krajini in drugih interesih. Značilno je, da so bile poslikave narejene na mavcu, ki mu je bil med sušenjem dodan pigment, način znan tudi kot tehnika freske. Freske so bile narejene iz enega do treh slojev ometa, skupaj z enim do tremi sloji apna, pomešanega z marmorjem. Veliko poslikav, ki so bile odkrite danes, so bile najdene okoli Neapeljskega zaliva, območja, kjer je izbruhnil Vezuv. Poslikave so vsebovale upodobitve življenja na tem območju pred velikim izbruhom, ki je uničil velik del podeželja ter mesti Pompeji in Herkulanej.
Stenske slike niso bile uporabljene le za okras, temveč tudi za druge pomembne funkcije v hiši, kot so vodnik za goste in družbena usmeritev za javnost. Prostori, na katerih sobile stene okrašene s poslikavami, so bile namenjene za sprejem gostov, prostori, ki so vsebovali le malo ali nič poslikav, pa so bili namenjeni služabnikom, ki so jih uporabljali, ko so se sprehajali po hiši. Vrsta poslikav in virov, ki so bili uporabljeni za njihovo izdelavo, so kazali socialni status gospodinjstva.

## Prvi slog: inkrustacija
Od leta 200 do 60 pr. n. št. je bil v stenskih poslikavah uporabljen slog podoben inkrustaciji. Ta slog je sestavljen iz stene, ki vsebuje pisane lise blokov, ki so bile podobne marmornim stenam. Pogled na marmor je bil pridobljen z uporabo štukature, ki je povzročila, da se je del stene odebelil. Bogatejši Rimljani so svoje zidove pobarvali z različnimi barvami. Manj bogati so uporabljali predvsem rumene, vijolične in rožnate barve. Ta slog je bil zelo barvit in preprost, vendar so ga nekateri ljudje videli tudi kot klavstrofobičen. Nekaj primerov tega sloga je mogoče najti v Pompejih v Favnovi in Sallustovi hiši.

## Drugi slog: arhitekturni
Ta slog je bil prvič viden od približno 80. let pred našim štetjem do konca 1. stoletja pred našim štetjem. Vključeval je oblike iz prvega sloga, kot so marmorni bloki. Bloki so bili običajno obloženi ob podnožju stene, dejanska poslikava pa je bila ustvarjena na ravnem ometu. Številne slike tega sloga so vključevale iluzije namišljenih prizorov. Slikarji so želeli prikazati iluzijo, kot da gledalec gleda skozi okno upodobljeno pokrajino. Dodali so tudi predmete, ki so se pogosto pojavljali v resničnem življenju, kot so vaze in police, skupaj s predmeti, ki so se zdeli iztisnjeni iz stene. Ta slog je bil namenjen gledalcem, da bi se počutili, kot da se okoli njih dogaja prizor na sliki.

## Tretji slog: ornamentalni
Od leta 20 pred našim štetjem do leta 20 n. št. je tretji slog temeljil na slikarstvu drugega sloga, to je arhitekturnem slogu, vendar so slikarji, ki so uporabljali ornamentalni slog, uporabljali ravne površine stene. Stene so razdelili na različne dele ali okvirje, pri čemer je bil vsak odsek pobarvan drugače. V tem posebnem slogu je ostalo več stenskega prostora očitno obarvanega, brez oblikovanja. Ko je bilo prisotno oblikovanje, so bile po navadi to majhne, ploske slike ali prizori, kot so kandelabri ali nagubani dodatki. Črna, rdeča in rumena so se v tem obdobju še naprej uporabljale, vendar je uporaba zelene in modre barve postala bolj izrazita kot v prejšnjih slogih. Večina teh poslikav je imela zelo malo dodatnih oblik, zato so mnogi kritiki trdili, da niso bile pomembne in zato brez vrednosti. Slikarji, ki so uporabljali to tehniko, so zaradi pomanjkanja oblikovanja zlahka spremenili poslikave. Prav tako je bilo mogoče zamenjati le del, namesto da bi ponovno prebarvali celotno steno. Lukrecijeva hiša vsebuje primere tretjega sloga stenskega slikarstva.

## Četrti slog: zapleten
Ta slog je bil viden od leta 20 do 79 n. št., ko je izbruhnil Vezuv. Najbolj je znan kot kombinacija treh prejšnjih slogov, bloke iz prvega sloga, arhitekturne prizore iz drugega sloga in velike barvne ploskve iz tretjega sloga. Namesto, da bi neposredno uporabljali prejšnje sloge, je zapleten slog dodal novo zamisel vsakemu uporabljenemu slogu. Zapletene poslikave so se pojavile bolj intenzivno in so v celoti prekrile stene. Za prikaz določene slike so bile uporabljene velike centralne plošče. Poslikana je bila kombinacija tem, vključno z mitologijo, pokrajino in drugimi podobami. Vettijeva hiša vsebuje primere četrtega sloga in jo je danes mogoče najti v Pompejih.

## Slikarstvo po izbruhu
Vse štiri sloge stenskega slikarstva so razvili pred izbruhom Vezuva leta 79 n. št.. Čeprav se je zaradi izbruha ohranilo veliko primerov rimskega zidnega slikarstva, se po incidentu niso razvili novi slogi. Ljudje so še naprej krasili svoje domove s podobnimi poslikavami kot v preteklosti, namesto novosti so uporabljali kombinacijo štirih slogov. Izboljšave so bile narejene v tehniki, kot je bilo dodajanje lista svinca na podlago stene, da se prepreči uničenje umetnine in uporaba prahu iz marmorja za izdelavo bleščeče površine.